# Philander canus
La comadreja de cuatro ojos, micuré de cuatro ojos  o guaiki (Philander canus) es una de las especies en que se divide el género Philander. Esta especie habita en selvas continuas, en galería y bosques chaqueños orientales en el centro y el centro-norte de América del Sur.  

## Distribución y hábitat
Esta especie se distribuye desde la selva amazónica hasta la región chaqueña oriental, con poblaciones en Brasil, en los estados de: Acre, Amazonas, Mato Grosso y Mato Grosso del Sur; en el Perú (Yarinacocha); en Bolivia en los departamentos de Beni y Santa Cruz; en el oriente del Chaco paraguayo, en los departamentos de: Alto Paraguay,  Ñeembucú y Presidente Hayes; alcanzando por el sur el nordeste de la Argentina, siempre al occidente del río Paraguay (curso fluvial que la separa de Philander quica), en las selvas marginales del oriente de las provincias de Formosa y Chaco.

## Taxonomía
Descripción original
Este taxón fue descrito originalmente en el año 1913 por el zoólogo estadounidense Wilfred Hudson Osgood, bajo la combinación científica de Metachirus canus.
Etimología
Etimológicamente, el término específico canus deriva del idéntico adjetivo en latín, que significa ‘blanco’.  
Sinonimia
Philander opossum crucialis, descrito en 1923 por el zoólogo británico Oldfield Thomas es considerado un sinónimo más moderno de P. o. canus.
Caracterización y relaciones filogenéticas
Esta antigua subespecie fue elevada a la categoría de especie plena como resultado de análisis de la variabilidad contenida en Philander opossum.